# Gloria Marconi
Gloria Marconi (* 31. März 1968 in Florenz) ist eine italienische Langstreckenläuferin.
In der Schule war sie eine talentierte Mittelstreckenläuferin, musste aber im Alter von 15 Jahren ihre sportliche Karriere wegen chronischer Kopfschmerzen abbrechen.
Einen erneuten Anlauf begann sie 1997, und nachdem sie im Jahr darauf den Trainer Maurizio Lorenzetti kennenlernte, der heute ihr Lebensgefährte ist, stellten sich die Erfolge im Langstreckenbereich ein. Zweimal wurde sie italienische Meisterin über 5000 m (2002, 2004) und dreimal über 10.000 m (2003, 2006, 2007); zwei weitere nationale Titel gewann sie über 3000 m in der Halle (2002) und im Halbmarathon (2006).
2002 siegte sie beim Prag-Halbmarathon. Bei den Leichtathletik-Europameisterschaften in München wurde sie Elfte über 5000 m und kam über 10.000 m auf den 24. Platz. Im Jahr darauf gewann sie bei ihrem Debüt über die 42,195 km den Rom-Marathon in 2:29:35 h und belegte beim Marathon der Leichtathletik-Weltmeisterschaften in Paris/Saint-Denis den 42. Platz.
2004 wurde sie Elfte bei den Halbmarathon-Weltmeisterschaften in Neu-Delhi und Zweite beim Mailand-Marathon in 2:31:53 h. 2006 gewann sie den Reggio-Emilia-Marathon.
Gloria Marconi ist 1,63 m groß und wiegt 48 kg. Sie startet für Atletica Ferrara und wird von ihrem Lebensgefährten Maurizio Lorenzetti und von Massimo Magnani trainiert.

## Persönliche Bestzeiten
- 3000 m: 9:04,80 min, 1. Juli 2004, Ferrara
- 5000 m: 15:31,02 min, 10. Juli 2004, Florenz
- 10.000 m: 32:28,65 min, 12. April 2003, Athen
- Halbmarathon: 1:09:05 h, 23. Februar 2003, Ostia
- Marathon: 2:29:35 h, 23. März 2003, Rom